# Collagonum
Collagonum is een geslacht van kevers uit de familie van de loopkevers (Carabidae). De wetenschappelijke naam van het geslacht is voor het eerst geldig gepubliceerd in 1995 door Baehr.

## Soorten
Het geslacht Collagonum omvat de volgende soorten:
- Collagonum convexum Baehr, 1995
- Collagonum distortum (Darlington, 1971)
- Collagonum hornabrooki (Darlington, 1971)
- Collagonum laticolle (Baehr, 1992)
- Collagonum limum (Darlington, 1952)
- Collagonum longipenne Baehr, 2001
- Collagonum ophthalmicum (Baehr, 1992)
- Collagonum riedeli Baehr, 1995
- Collagonum robustum Baehr, 1995
- Collagonum thoracicum Baehr, 2001
- Collagonum violaceum Baehr, 1995